# Eugene O'Brien
Eugene O'Brien (14 de noviembre de 1880 – 29 de abril de 1966) fue un actor teatral y cinematográfico de nacionalidad estadounidense, activo en la época del cine mudo.

## Biografía
Su verdadero nombre era Louis O'Brien, y nació en Boulder, Colorado. Aunque estudió medicina en la Universidad de Colorado en Boulder y se dedicó a la ingeniería civil siguiendo los deseos de su familia, O'Brien realmente deseaba ser actor. Tras mudarse a Nueva York fue "descubierto" por el empresario teatral Charles Frohman, que le contrató por un período de tres años, dándole trabajo en la obra The Builder of Bridges, estrenada en el Teatro Hudson del circuito de Broadway el 26 de octubre de 1909.
O'Brien se hizo famoso actuando junto a Ethel Barrymore en la pieza de Sir Arthur Wing Pinero Trelawny of the 'Wells', la cual se estrenó en el Empire Theatre en el día de Año Nuevo de 1911.
La primera película de O'Brien, producida por Essanay Studios, fue The Lieutenant Governor, y en ella tenía el papel protagonista. El directivo de World Film Corp. Lewis J. Selznick convirtió a O'Brien en una estrella cinematográfica, dándole un papel en una adaptación de una obra de Wilkie Collins The Moonstone. A partir de entonces tuvo la oportunidad de hacer primeros papeles junto a primeras estrellas femeninas de la época como Mary Pickford, Norma Talmadge y Gloria Swanson, convirtiéndose en un ídolo del cine mudo.
Eugene O’Brien se retiró del cine con la llegada del cine sonoro, rodando su última película, Faithless Lover, en 1928, a los 47 años de edad. El actor falleció en 1966 en Los Ángeles, California, a causa de una neumonía.
Por su trabajo en el cine, a O’Brien se le concedió una estrella en el Paseo de la Fama de Hollywood, en el 1620 de Vine Street.

## Selección de su filmografía
- The Lieutenant Governor, de Joseph Byron Totten (1915)
- The Moonstone, de Frank Hall Crane (1915)
- Just Out of College, de George Irving (1915)
- Poor Little Peppina, de Sidney Olcott (1916)
- The Scarlet Woman, de Edmund Lawrence (1916)
- The Return of Eve, de Arthur Berthelet (1916)
- The Chaperon, de Arthur Berthelet (1916)
- The Rise of Susan, de Stanner E.V. Taylor (1916)
- Poppy, de Edward José (1917)
- Rebecca of Sunnybrook Farm, de Marshall Neilan (1917)
- The Moth, de Edward José (1917)
- National Red Cross Pageant, de Christy Cabanne (1917)
- The Ghosts of Yesterday, de Charles Miller (1918)
- By Right of Purchase, de Charles Miller (1918)
- De Luxe Annie, de Roland West (1918)
- A Romance of the Underworld, de James Kirkwood (1918)
- The Safety Curtain, de Sidney Franklin (1918)
- Her Only Way, de Sidney Franklin (1918)
- The Spirit That Wins (1918)
- Under the Greenwood Tree, de Emile Chautard (1918)
- Little Miss Hoover, de John S. Robertson (1918)
- Fires of Faith, de Edward José (1919)
- Come Out of the Kitchen, de John S. Robertson (1919)
- The Perfect Lover, de Ralph Ince (1919)
- Sealed Hearts, de Ralph Ince (1919)
- The Broken Melody, de William P.S. Earle (1919)
- His Wife's Money, de Ralph Ince (1920)
- A Fool and His Money, de Robert Ellis (1920)
- The Figurehead, de Robert Ellis (1920)
- The Wonderful Chance, de George Archainbaud (1920)
- Broadway and Home, de Alan Crosland (1920)
- Worlds Apart, de Alan Crosland (1921)
- Gilded Lies, de William P.S. Earle (1921)
- The Last Door, de Ralph Ince (1921)
- Is Life Worth Living?, de Alan Crosland (1921)
- Clay Dollars, de George Archainbaud (1921)
- Chivalrous Charley, de Robert Ellis (1921)
- The Prophet's Paradise, de Alan Crosland (1922)
- Channing of the Northwest, de Ralph Ince (1922)
- John Smith, de Victor Heerman (1922)
- The Voice from the Minaret, de Frank Lloyd (1923)
- Secrets, de Frank Lloyd (1924)
- The Only Woman, de Sidney Olcott (1924)
- Flaming Love, de Victor Schertzinger (1925)
- Dangerous Innocence, de William A. Seiter (1925)
- Siege, de Svend Gade (1925)
- Graustark, de Dimitri Buchowetzki (1925)
- Souls for Sables, de James C. McKay (1925)
- Simon the Jester, de George Melford (1925)
- Fine Manners, de Richard Rosson (1926)
- Flames, de Lewis H. Moomaw (1926)
- The Romantic Age, de Robert Florey (1927)
- Faithless Lover, de Lawrence C. Windom (1928)